# Stigmella charistis
Stigmella charistis là một loài bướm đêm thuộc họ Nepticulidae. Nó được miêu tả bởi Vari năm 1963. Nó được tìm thấy ở Nam Phi (Nó đã dược miêu tả ở the Umhlanga Rocks in Natal).
Ấu trùng ăn Grewia occidentalis. Chúng có thể ăn lá nơi chúng làm tổ.